# Ружица Сокич
Ружица Сокич (на сръбски: Ружица Сокић), още известна като Ружа Сода е сръбска актриса и писателка.

## Биография
Родена е в Белград, Кралство Югославия на 14 декември 1934 г. в семейството на търговеца и собственик на вестник „Правда“ Петър Сокич и Вукосава, дъщеря на свещеник от Баня Лука. Завършва Академията за театрални изкуства в Белград. Започва актьорската си кариера през 1957 г. и участва в над 40 филмови и телевизионни филми. Последната ѝ поява като актриса е през 2011 г. През октомври 2010 г. публикува книгата Страст за летене.
Ружица Сокич е диагностицирана с болестта на Алцхаймер и умира от нея на 19 декември 2013 г. в Белград, Сърбия.

## Избрана филмография
- „Любовна история или трагедията на телефонистката“ („Ljubavni slučaj ili tragedija službenice P.T.T.“, 1969)
- „Рађање радног народа“ (1969)
- „Цео живот за годину дана“ (1971)
- „Žuta“ (1973)
- „Ужичка република“ (1974)